# Idiommata fusca
Idiommata fusca is een spinnensoort uit de familie Barychelidae. De soort komt voor in Queensland.